# مناوش

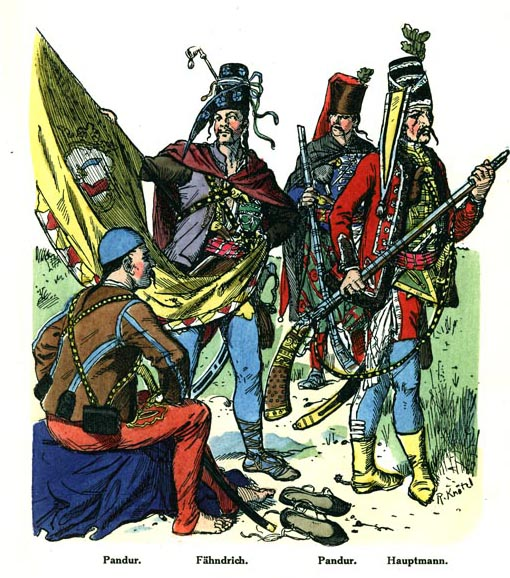
مناوشون كرواتيون من عام 1742 يحملون الأسلحة النارية

المناوش هو جندي من المشاة أو الفرسان يتموضع إلى مقدمة مفرزة أكبر من الجيش. وفي العادة يوضعون في خط المناوشة لمضايقة العدو بأسلحتهم التي عادة ما تكون من المقذوفات بأنواعها.

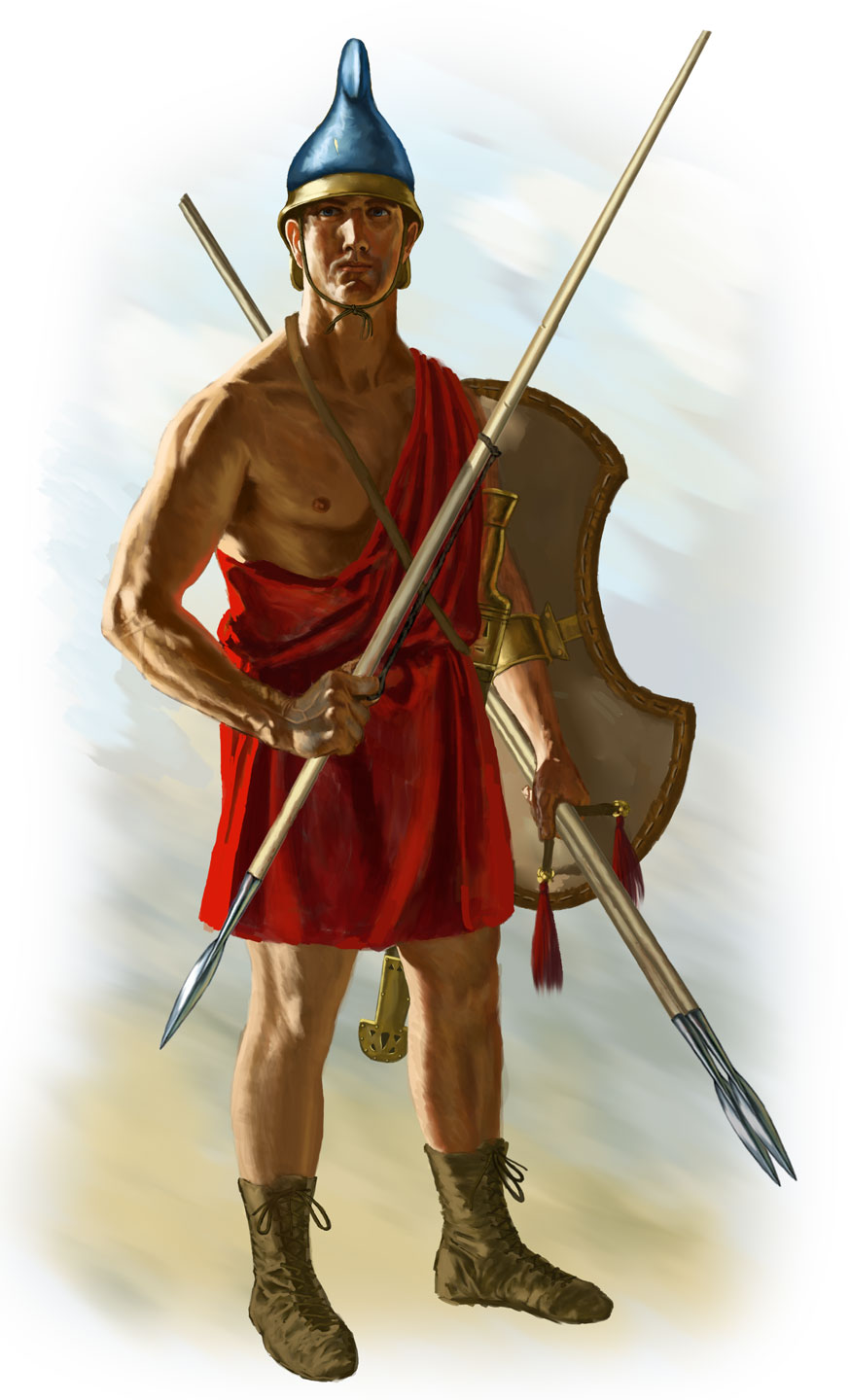
رامي مقذوفات أغرياني من جيش الإسكندر الأكبر. كان يحمل معه ثلاثة رماح رمي، واحدة في يده الرامية واثنتان في يده الحاملة لترسه كمقذوفات إضافية.